# Mobile Suit Gundam Unicorn
Mobile Suit Gundam Unicorn (機動戦士ガンダムUC(ユニコーン) Kidō Senshi Gandamu Yunikōn?) es una novela del escritor  japonés Harutoshi Fukui (autor de Shūsen no Lorelei y Bōkoku no Aegis). La novela está ambientada en la cronología del Universal Century de Gundam. El diseño de los personajes estuvo a cargo de Yoshikazu Yasuhiko y el diseño mecánico estuvo a cargo de Hajime Katoki. La novela recibió una adaptación animada que fue estrenada en la red PlayStation Network de Japón el 20 de febrero de 2010. El primer episodio fue publicado a nivel mundial en los formatos DVD y Blu-ray simultáneamente el 12 de marzo de 2010 y finalizó el 17 de mayo de 2014 con un total de 7 episodios. El 3 de abril de 2016, se emitió una versión televisiva bajo el título de Mobile Suit Gundam UC RE: 0096, la misma contó con nuevos Openings y Endings, además Shūichi Ikeda, voz de Full Frontal, narró los avances al final de cada episodio. Esta versión contó con un total de 22 Episodios.

## Sinopsis

### Prólogo
A vísperas de iniciar el Año 0001 del Universal Century, en la colonia Laplace, el primer ministro de la Federación Terrestre, Ricardo Marcenas inicia la ceremonia de cambio de calendario. La misma que dejará atrás la era cristiana y creará una nueva constitución para los residentes en la esfera terrestre. Sin embargo, sin conocerlo, un grupo de terroristas se encuentran en las afueras de la colonia listos para hacerla estallar. Laplace hace explosión en la que se pierde la vida de todos los que se encontraban ahí, la nave de los terroristas también estalla en un acto de traición, uno de ellos, Syam Vist sale expulsado de la nave, a punto de morir se aferra a uno de los objetos que quedaron de las ruinas de Laplace. Con este acto de terrorismo y con la trágica escena en la mente de todos inicia el Universal Century.

### Año 0096 del Universal Century
Han pasado 3 años desde la Segunda Guerra de Neo Zeon y en un acontecimiento sin precedentes, Syam Vist junto a su nieto Cardeas Vist y cabeza de la Fundación Vist planean entregar el objeto que encontró en las ruinas de Laplace a comienzos del Universal Century a los remanentes de Zeon, dicho objeto ahora es conocido como la Caja de Laplace. Si la Caja es puesta en manos de Zeon podría significar la caída del gobierno de la Federación. En medio de todo esto, la vida de un muchacho llamado Banagher Links cambiará para siempre cuando, en un encuentro confuso, cruce su camino con una joven llamada Audrey Burne y obligado por las circunstancias, se convierta en el piloto de la llave para abrir la caja, el Gundam Unicorn.

## Medios de difusión

### Novela
| #  | Título                                                                               | Fecha de Lanzamiento     | ISBN                   |
| -- | ------------------------------------------------------------------------------------ | ------------------------ | ---------------------- |
| 01 | "Día del Unicornio (Parte 1)" Yunikōn no Hi (Jō) ("ユニコーンの日(上)")              | 26 de septiembre de 2007 | ISBN 978-4-04-713969-5 |
| 02 | "Día del Unicornio (Parte 2)" Yunikōn no Hi (Ge) ("ユニコーンの日(下) ")             | 26 de septiembre de 2007 | ISBN 978-4-04-713970-1 |
| 03 | "El Cometa Rojo" Akai Suisei ("赤い彗星")                                            | 26 de diciembre de 2007  | ISBN 978-4-04-715003-4 |
| 04 | "Batalla por la Captura de Palau" Parao Kōryaku Sen ("パラオ攻略戦")                 | 26 de abril de 2008      | ISBN 978-4-04-715060-7 |
| 05 | "El Fantasma de Laplace" Rapurasu no Bōrei ("ラプラスの亡霊")                        | 26 de julio de 2008      | ISBN 978-4-04-715084-3 |
| 06 | "En el Fondo del Pozo de la Gravedad" Jūryoku no Ido no Soko de ("重力の井戸の底で") | 25 de octubre de 2008    | ISBN 978-4-04-715112-3 |
| 07 | "El Unicornio Negro" Kuroi Yunikōn ("黒いユニコーン")                                | 26 de diciembre de 2008  | ISBN 978-4-04-715143-7 |
| 08 | "El Cielo y las Estrellas" Sora to Hoshi to ("宇宙と惑星と")                         | 25 de abril de 2009      | ISBN 978-4-04-715229-8 |
| 09 | "Más allá del Arco iris (Parte 1)" "Niji no Kanata ni (Jō) ("虹の彼方に(上)")        | 26 de agosto de 2009     | ISBN 978-4-04-715286-1 |
| 10 | "Más allá del Arco iris (Parte 2)" "Niji no Kanata ni (Ge) ("虹の彼方に(下)")        | 26 de agosto de 2009     | ISBN 978-4-04-715287-8 |

### Manga
Una adaptación en manga titulada Mobile Suit Gundam Unicorn Bande Dessinée (機動戦士ガンダムUC(ユニコーン)バンデシネ Kidō Senshi Gandamu Yunikōn Bandeshine?) empezó a publicarse en la revista Gundam Ace de la editorial Kadokawa Shoten a inicios del 2010. El manga es escrito por Fukui Harutoshi e ilustrado por Kouzou Oomori. Su primer volumen tankōbon fue publicado el 26 de julio de 2010.

### OVA
En su publicación de junio del 2009,  La revista  Gundam Ace,  anunció que Gundam Unicorn recibiría una adaptación animada. Esta fue autorizada para finales del 2009, pero fue trasladada para la primavera del 2010. Esta es dirigida por Kazuhiro Furuhashi y cuenta con guiones escritos por Yasuyuki Muto. Hajime Katoki, (que trabajó como diseñador mecánico en las novelas) trabaja en el anime conjuntamente con los veteranos Junya Ishigaki, Mika Akitaka y el recién llegado Nobuhiko Genba. Los personajes diseñados por Yoshikazu Yasuhiko fueron adaptados a la serie animada por Kumiko Takahashi,  y la música fue compuesta por Hiroyuki Sawano. La serie fue planeada para tener seis episodios de 50 minutos con un estreno a nivel global. La serie fue estrenada a través de la red PlayStation Network de Japón para los sistemas PlayStation 3 y PlayStation Portable el 20 de febrero del 2010. La edición en Blu-ray fue lanzada a nivel global el 12 de marzo del 2010, contando con audio en Inglés y Japonés y subtítulos en 5 idiomas (Japonés, Inglés, Francés, Español y Chino). Originalmente la serie fue programada para contar con seis episodios, sin embargo, el 13 de mayo de 2012, Bandai anunció que la serie concluiria con un séptimo episodio. Bandai Entertainment (Antigua subsidiaria de Bandai) publicó los primeros 4 episodios de Unicorn en DVD antes de cerrar en 2012.

#### Lista de Episodios
| # | Título | Estreno en Japón                                 |
| --- | --- | ------------------------------------------------ |
| 1 | «Día del Unicornio» «"Yunikōn no Hi" (ユニコーンの日)»                                                                             | 20 de febrero de 2010                            |
| Un grupo remanente de Neo-Zeon conocido como los "Sleeves" viaja a la colonia industrial 7 de la de la Sección 4 para que Zinnerman, su capitán, pueda recibir la llave de un objeto conocido como la "Caja de Laplace" por parte de Cardeas Vist, el líder de la Fundación Vist. Se dice que este objeto puede restaurar el futuro o destruir el mundo. Audrey Burne busca reunirse con Cardeas Vist para convencerlo de que no entregue la caja de Laplace, pues cree que los "Sleves" usaran la caja para iniciar otra guerra. En su camino, esta es rescatada por un joven estudiante llamado Banagher Links, el cual la pone en contacto con Vist. Mientras tanto, una batalla estalla entre la Fuerza federal Londo Bell y los "Sleeves". La colonia es evacuada a medida que los daños colaterales aumentan. En medio del caos, Banagher descubre a Cardeas Vist mortalmente herido en la cabina del Gundam Unicorn. Antes de morir, Cardeas le revela a Banagher que él es su padre y lo deja a cargo del Gundam Unicorn. Banagher despega en el Gundam Unicorn y se enfrenta con Marida Cruz, Miembro de los Sleeves y piloto del Mobile Suit Kshatriya. | |                                                  |
| 2 | «La Segunda Venida de Char» «"Akai Suisei" (赤い彗星)»                                                                             | 12 de noviembre de 2010                          |
| El Gundam Unicorn se transforma y supera en poder al Kshatriya, y a Marida se le ordena la retirada. El Gundam Unicorn es recogido por la Nave de Combate Nahel Argama. Daguza Mackle le pregunta Banagher como fue que se apoderó del Gundam Unicorn, pero su interrogatorio es interrumpido por un ataque sorpresa de los Sleeves. Full Frontal, piloto del MSN-06S Sinanju y líder de Neo Zeon, le exige al Nahel Argama que entregue todo artículo relacionado con la Caja de Laplace, incluyendo al Gundam Unicorn. Daguza trata de buscarle una salida a la situación manteniendo como rehén a Audrey - Que en realidad es la princesa Mineva Lao Zabi de Neo Zeon -, pero Frontal se niega a aceptar que Audrey es la verdadera Mineva. Sin más alternativas, Banagher despega en el Gundam Unicorn y pelea contra Full Frontall. Banagher pelea bien, pero es interceptado por Marida y su Mobile Suit Kshatriya, quedando inconsciente. Banagher es llevado a la Base/Asteroide de Palau, el centro de operaciones de los Sleeves. Después de discutir la naturaleza de Neo Zeon con Marida (que ahora está a cargo de vigilar a Banagher), un tripulante del Nahel Argama disfrazado de vagabundo encuentra a Banagher y le pasa un mapa y un transmisor, y le dice que debe de llegar a la puerta espacial Número 14 o morirá en la batalla que se avecina. Banagher se la menta por la colonia, que pronto se convertirá en un campo de batalla. | |                                                  |
| 3 | «El Fantasma de Laplace» «"Rapurasu no Bōrei" (ラプラスの亡霊)»                                                                    | 5 de marzo de 2011                               |
| La Federación Terrestre y los "ECOAS" ejecutan el asalto a Palau para rescatar a Banagher y al Unicorn. Los saboteadores destruyen los puentes de conexión de Palau mientras el Nahel Argama dispara su Hiper-Mega Cañón de Partículas, haciendo que los asteroides se estrellen entre sí, menguando las fuerzas de los Sleeves. Cada unidad "Sleeve" que sale es emboscada por unidades "ECOAS" ocultas entre las rocas. Riddhe libera a Audrey de su detención para que ambos puedan ir a la Tierra y hablar con Ronnan. su padre. Miccot los descubre y piensa delatarlos, pero Ridhe y Audrey la convencen de sus intenciones. Banagher encuentra al Gundam Unicorn y trata de escapar derrotando a Marida en el proceso. Durante el combate, se revela la verdadera naturaleza del sistema NT-D del Unicorn Gundam, el cual se activa cuando el Gundam se enfrenta contra un Newtype, anulando todas sus armas impulsadas por el sistema Psy-Commu y las usa contra el Newtype agresor. Marida es al final capturada y Alberto Vist se la lleva a una de las instalaciones de Anaheim Electronics en la Tierra. Banagher y Daguza viajan a los restos de la Colonia Laplace para activar La Caja , pero escuchan la transmisión original de la ceremonia de fundación de la Federación Terrestre. Los Sleeves no están muy lejos y las fuerzas de EFSF/ECOAS luchan con ellos. El Sinanju aparece y Daguza se sacrifica para que Banagher tenga tiempo de activar el Destroy Mode del Unicorn. la pelea hace que parte de las ruinas de Laplace entren en la Atmósfera. Banagher persigue a Full Frontal y le dispara, pero el tiro le da por error a Gilboa Sant. Mientras Banagher y el Nahel Argama entran en la atmósfera, Audrey llega a la Mansión Marcenas. | |                                                  |
| 4 | «En el Fondo de un Pozo de Gravedad» «"Jūryoku no Ido no Soko de" (重力の井戸の底で)»                                              | 12 de noviembre de 2011                          |
| Las Fuerzas remanentes de Zeon atacan el capitolio de la federación en Dakar para permitirle a la nave Garencieres descender a la Tierra de forma segura. Banagher se entera de que fue rescatado por la tripulación del Garencieres. Marida es llevada a unas instalaciones de la Federación Terrestre ubicadas en Norteamérica. Martha Vist Carbine manipula a Marida enseñándole los restos de un mobile suit de producción en masa tipo Qubeley que ella había piloteado en el pasado revelándose de esta manera su identidad como Ple-12, una CyberNewtype clon de Elpeo Ple, una poderosa Newtype que muriera en el conflicto con Neo-Zeon. Audrey es mantenida enclaustrada en la mansión Marcenas. Riddhe escapa después que su padre le dice la verdad sobre la Caja de Laplace. Audrey escapa de la mansión y va a parar a un restaurante y ahí conversa con un anciano, el cual la apoya a seguir con sus propósitos. Bright Noa recibe órdenes de llevarse a Riddhe a bordo de la nave Ra Cailum y capturar a la nave Garencieres. Fuerzas remanentes de Zeon de alrededor del mundo se reúnen para realizar un ataque en masa a la base de Torrington. Loni Garvey (Piloto del Shamblo) es víctima de un mal funcionamiento en el sistema psycommu, convirtiéndose en un canal para el vengativo fantasma de su padre y empieza a masacrar indiscriminadamente a la población de una ciudad local a pesar de haber recibido órdenes de evitar daños colaterales. Horrorizado por la destrucción resultante, Banagher se enfrenta a Zinnerman por su tonto análisis de la situación y sale en el Gundam Unicorn para ponerle fin a la masacre de Loni. Al no poder razonar con ella, Banagher activa el sistema NT-D como un último esfuerzo para detenerla sin tener que usar la fuerza. Ya que Banagher se resiste a matar a Loni, Riddhe la mata él mismo y le ordena a Banagher que entregue el Gundam Unicorn por órdenes del capitán Bright, pero justo en ese momento el Unicorn Banshee hace aparición dispuesto a capturar el Unicorn Gundam. | |                                                  |
| 5 | «El Unicornio Negro» «"Kuroi Yunikōn" (黒いユニコーン)»                                                                            | 19 de mayo de 2012                               |
| 6 | «Dos Mundos, Dos Mañanas» «"Sora to Hoshi to" (宇宙（そら）と地球（ほし）と)»                                                      | 2 de marzo de 2013                               |
| SP | «Mobile Suit Gundam UC: One of Seventy-Two» «"Kidou Senshi Gundam UC: ONE OF SEVENTY TWO"(機動戦士ガンダムUC: ONE OF SEVENTY TWO)» | 3 de agosto de 2013 (DOME-G, Gundam Front Tokyo) |
| 7 | «Más Allá del Arco iris» «"Niji no Kanata ni" (虹の彼方に)»                                                                        | 17 de mayo de 2014                               |